# Zbór Kościoła Adwentystów Dnia Siódmego w Hajnówce
Zbór Kościoła Adwentystów Dnia Siódmego w Hajnówce – zbór adwentystyczny w Hajnówce, należący do okręgu podlaskiego diecezji wschodniej Kościoła Adwentystów Dnia Siódmego w RP.
Pastorem zboru jest kazn. Andrzej Koszłaty. Nabożeństwa odbywają w kościele przy ul. Południowej 20 każdej soboty o godz. 9.30.